# Kapitän Singleton
Kapitän Singleton (engl. The Life, Adventures and Piracies of the Famous Captain Singleton) ist ein von Daniel Defoe verfasster und 1720 erschienener Roman. Dieser beschreibt das Leben von Bob Singleton, einer fiktiven Person.

## Inhalt
Der Roman spielt in der Mitte des 17. Jahrhunderts. Der Ich-Erzähler Bob Singleton (anscheinend getauft auf den Namen Robert) schildert sein Leben von seiner Kindheit an, seine Abenteuer als Seefahrer und Pirat und schließlich sein Leben als Handelsunternehmer in England.
Bob Singleton wird als Kind wohlhabender Eltern von einer Diebin entführt, an eine Bettlerin weitergegeben und an eine Zigeunerin für 12 Shilling verkauft. Nach dem gewaltsamen Tod dieser Frau am Strang nimmt sich eine Pfarrgemeinde des Jungen an. Er besucht eine Pfarrschule und beginnt danach sein Seefahrerleben mit dem Dienst an Bord einer Galione oder Karake auf der Indienroute nach Goa. Er wird Steuermann. Bob Singleton wird infolge einer Meuterei auf Madagaskar gemeinsam mit anderen Meuterern ausgesetzt. Mit einem Boot erreicht er das Festland. Danach durchquert er Afrika. Zunächst macht er sein Glück, erreicht die afrikanische Westküste und kehrt mit Reichtümern beladen nach England zurück. Nachdem er seinen Reichtum in kurzer Zeit wieder verloren hat, beginnt er ein neues Leben als Pirat. Mit einer Fregatte segelt er nach Indonesien, China und Tasmanien. Er beginnt mit Waren zu handeln und kehrt als erfolgreicher Handelsmann nach England zurück. Dort heiratet er die Schwester seines Freundes William, der ihm wie ein Bruder nahesteht.

## Literarische Einordnung
Defoes Beschreibung der Piraterie konzentriert sich vor allem auf deren ökonomische und logistische Probleme, was die Lektüre des Buches informativ und auch heute noch fesselnd macht. Singletons Piratenzüge ähneln eher einem Wirtschaftsunternehmen als einem Abenteuer, möglicherweise zu lesen als Kommentar Defoes zum Kapitalismus.

## Ausgaben
- Deutsche Ausgaben 
  - Deutsche Erstausgabe 1919.
  - Arena-Verlag, Würzburg 1986; ISBN 3-401-00215-5
  - Aufbau-Verlag Berlin und Weimar 1980; Lizenznummer 301.120/179/80
  - Unionsverlag, Zürich 2014, ISBN 978-3-293-20676-2
  - zusammen mit „Robinson Crusoe“ und „Die Pest in London“, Hanser-Verl. 1968
  - zusammen mit „Robinson Crusoe“ und „Die Pest in London“, Gütersloh 1969
  - als Comic erschienen im Bildschriftenverlag in der Reihe Illustrierte Klassiker als Nr. 118: Kapitän Singletons Abenteuer
- Englisch
  - Erstausgabe 1720.
  - Lightning Source UK Ltd 2004; ISBN 1-4191-1205-8
  - Wildside Press 2003; ISBN 1-59224-713-X